# DJ-Kicks : Daddy G
 (novembre 2017).
Si vous disposez d'ouvrages ou d'articles de référence ou si vous connaissez des sites web de qualité traitant du thème abordé ici, merci de compléter l'article en donnant les références utiles à sa vérifiabilité et en les liant à la section « Notes et références ».
Compilations par DJ-Kicks
Erlend Øye
(2004) The Glimmers
(2005)
Albums par Massive Attack
100th Window
(2003) Collected (Compilation)
(2006)
DJ-Kicks : Daddy G est la 23e compilation de la série DJ-Kicks, composée de titres mixés par le chanteur et musicien britannique Daddy G, du groupe Massive Attack, et sortie en 2004 sous le label indépendant Studio !K7.

## Liste des titres
| 1.    | Intro                                                                  | Philip Levi et Tippa Irie (en) | 0:14 |
| 2.    | Armagideon Time                                                        | Willi Williams                 | 2:21 |
| 3.    | Rockfort Rock                                                          | The Sound Dimension            | 0:12 |
| 4.    | Non Non Non                                                            | Mèlaaz                         | 3:45 |
| 5.    | Aftermath (Version 1) (feat. Martina Topley-Bird)                      | Tricky                         | 5:34 |
| 6.    | Just Kissed My Baby                                                    | The Meters                     | 4:40 |
| 7.    | Mustt Mustt (Massive Attack remix)                                     | Nusrat Fateh Ali Khan          | 3:29 |
| 8.    | Face à la mer (Massive Attack remix)                                   | Les Négresses vertes           | 5:27 |
| 9.    | Karmacoma (The Napoli Trip) (feat. Almamegretta, remixé par Ben Young) | Massive Attack                 | 6:05 |
| 10.   | Budy Bye                                                               | Johnny Osbourne                | 4:21 |
| 11.   | Signs (Dubplate mix)                                                   | Badmarsh & Shri (en)           | 5:29 |
| 12.   | Here I Come (Dubplate version)                                         | Barrington Levy                | 3:45 |
| 13.   | Oh Yeah                                                                | Foxy Brown                     | 3:57 |
| 14.   | Inspection (Check One)                                                 | Leftfield                      | 6:26 |
| 15.   | I Against I                                                            | Massive Attack et Mos Def      | 5:21 |
| 16.   | Rock Steady (Danny Krivit edit)                                        | Aretha Franklin                | 4:29 |
| 17.   | Unfinished Sympathy (Paul Oakenfold Perfecto mix)                      | Massive Attack                 | 5:28 |
| 71:03 |                                                                        |                                |      |